# Cristiano Parrinello
Cristiano Parrinello (né le 28 mai 1978 à Vigevano,) est un coureur cycliste italien, actif dans les années 1990 et 2000.

## Biographie
En 2000, Cristiano Parrinello s'illustre chez les amateurs italiens en obtenant diverses victoires, grâce à ses qualités de sprinteur. Il remporte également une étape de la Flèche du Sud. Après ses performances, il passe professionnel en 2002 au sein de l'équipe Panaria-Fiordo. Il quitte cette formation en cours d'année 2003. 

## Palmarès
- 1999
  - 3e du Gran Premio Fiera del Riso
- 2000
  - Milan-Busseto
  - Trophée Edil C
  - Trophée Gigi Pezzoni
  - 4e étape du Tour des régions italiennes
  - 1re étape du Baby Giro
  - 2e de la Coppa San Geo
  - 2e de La Popolarissima
  - 3e du Trofeo Caduti di Soprazocco